# Martín Miguel de Güemes
Martín Miguel de Güemes (Salta, 8 de fevereiro de 1785 — Chamical, 17 de junho de 1821) foi um militar Argentino que cumpriu uma atuação destacada nas lutas para a Independência da América Espanhola.

## Biografia
Güemes nasceu em Salta em uma família rica. Seu pai, Gabriel de Güemes Montero, nascido em Santander, na província espanhola da Cantábria, era um homem culto e servia como tesoureiro real da coroa espanhola. Conseguiu que seu filho tivesse uma boa educação com professores particulares que lhe ensinaram conhecimentos filosóficos e científicos de sua época. Sua mãe era María Magdalena de Goyechea y la Corte, nascida em Salta.
Ele foi enviado para estudar no Royal College de San Carlos em Buenos Aires. Aos 23 anos, ele iniciou sua carreira militar e participou da defesa de Buenos Aires durante as invasões britânicas do Río de la Plata, onde Güemes alcançou destaque quando ele e seus cavaleiros atacaram e assumiram o navio armado britânico Justine, atracado em águas rasas. Após a formação da primeira junta de governo local na Revolução de maio de 1810, ele se juntou ao exército destinado a lutar contra as tropas espanholas no Alto Peru, que foi vitorioso na Batalha de Suipacha (nos dias atuais Bolívia) Ele então retornou a Buenos Aires e participou do cerco de Montevidéu.

Güemes voltou a Salta em 1815, e organizou a resistência contra os monarquistas (forças leais à Espanha) empregando gaúchos locais treinados em táticas de guerrilha. Foi nomeado governador da província de Salta e em novembro daquele ano, o general José Rondeau, nomeado líder da campanha do Peru para substituir José de San Martín, sofreu uma derrota e tentou tirar as armas dos gaúchos de Salta. Güemes recusou e o Diretor Supremo das Províncias do Río de la Plata, Ignacio Álvarez Thomas, enviou tropas para ajudar Rondeau. Por fim, um acordo foi alcançado, pelo qual Güemes continuaria a liderar suas forças e ajudaria os exércitos enviados de Buenos Aires.

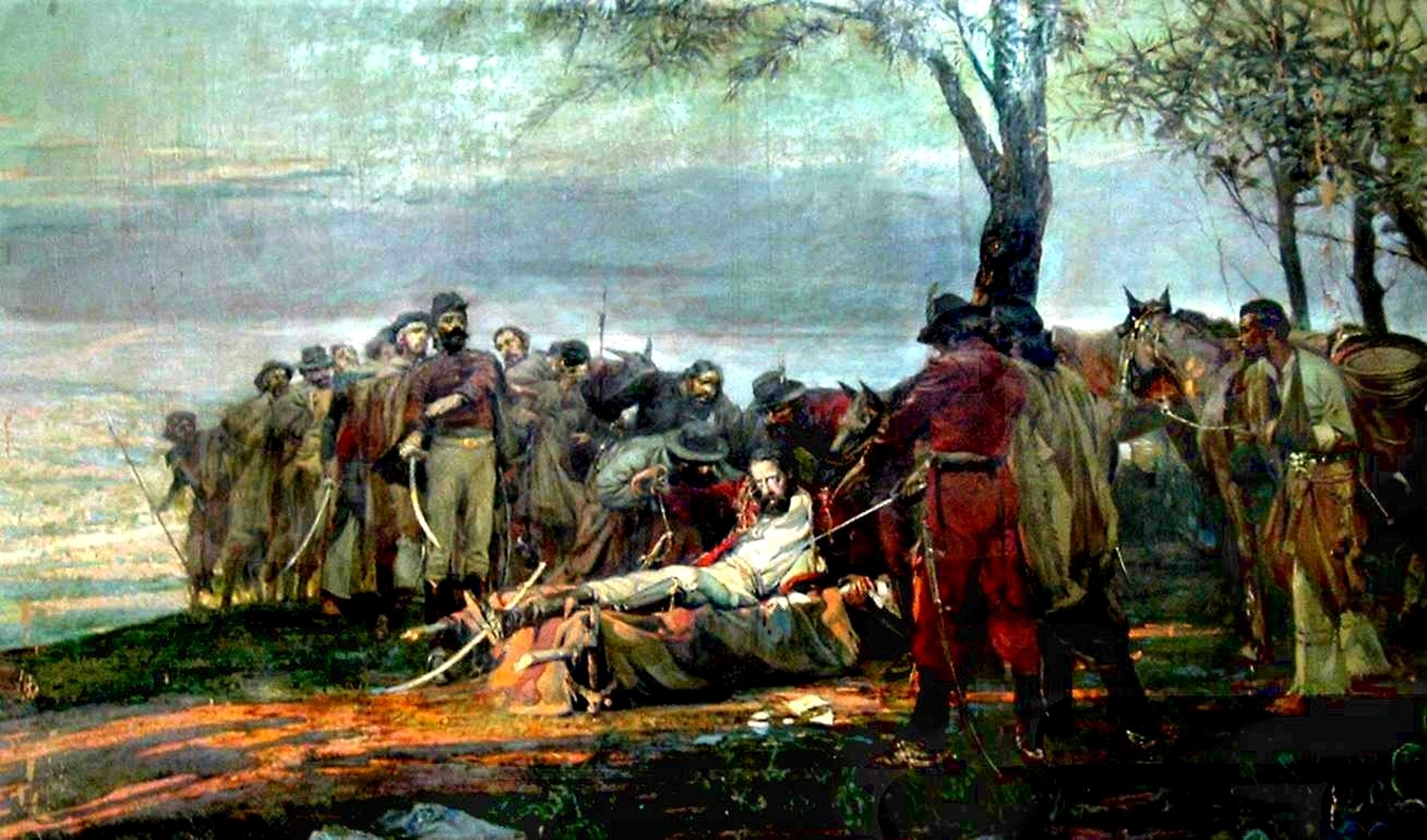
La muerte de Güemes (Antonio Alice, 1910)

Dias depois, o novo diretor supremo Juan Martín de Pueyrredón teve de abordar as suspeitas sobre a capacidade de Güemes viajando para Salta e ficou tão satisfeito com o que descobriu que promoveu Güemes a coronel major. Os generais José de San Martín e Manuel Belgrano também apoiaram Güemes. Uma carta do general monarquista Joaquín de la Pezuela ao vice-rei do Peru explicava que o exército de Güemes estava travando, "quase com impunidade, uma guerra lenta, mas cansativa e prejudicial".

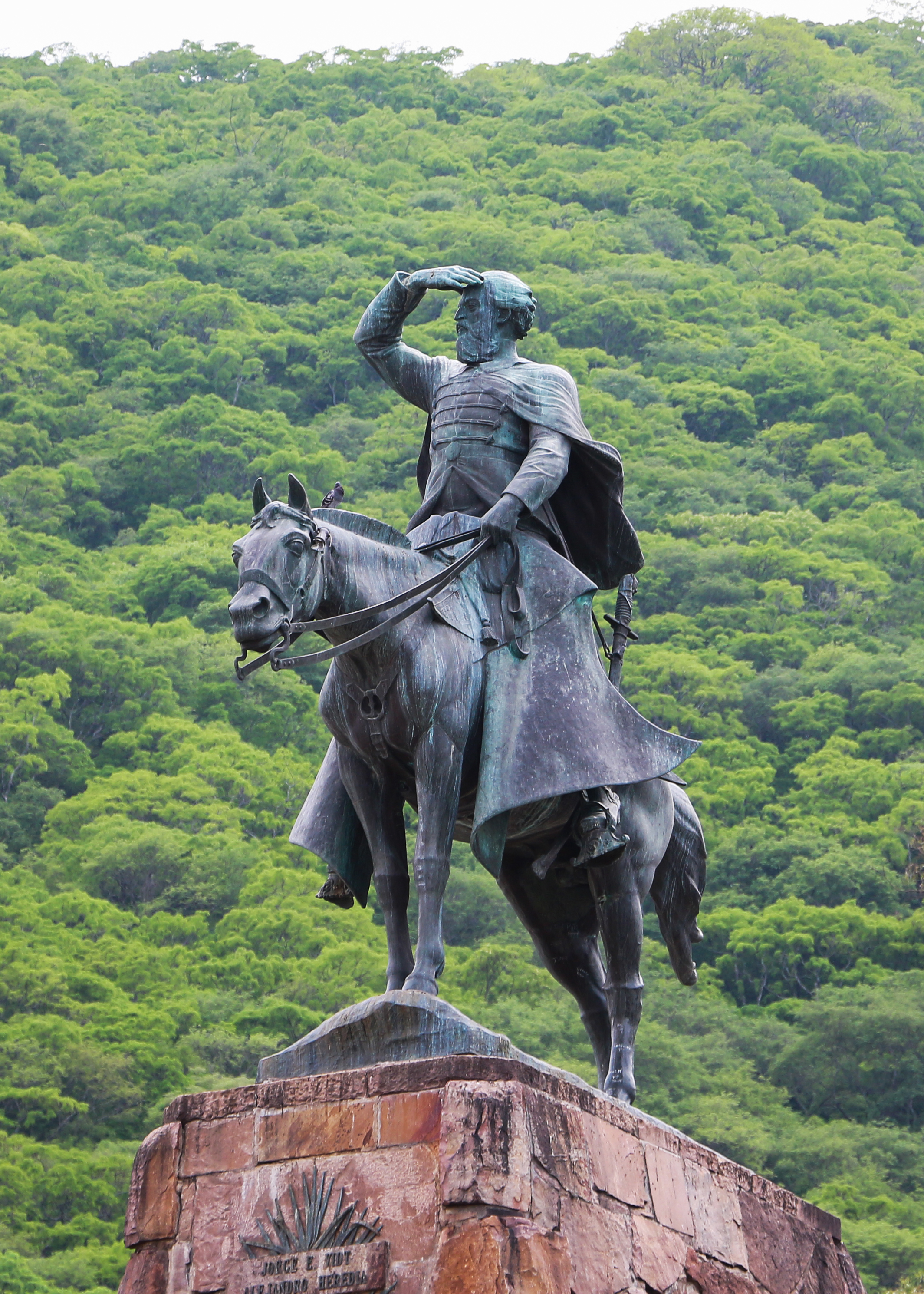
Estátua de Martín Miguel de Güemes em Salta

No início de 1817, o monarquista Marechal José de la Serna marchou sobre a província de Salta com uma grande força de soldados experientes. Güemes organizou um exército popular e, em 1º de março, retomou Humahuaca. O exército monarquista de 5 400 homens, com reforços recém-chegados, foi recebido com uma retirada de terra arrasada combinada com contínuos ataques de guerrilha. De la Serna chegou à cidade de Salta em 16 de abril, mas a população resistiu. Diante de escaramuças relâmpago, moral em declínio e a notícia da vitória de San Martín na Batalha de Chacabuco, as tropas monarquistas recuaram para o norte.
Güemes foi então entregue à própria sorte, pois San Martín foi forçado a permanecer no Chile por três anos e Belgrano foi chamado de volta à província de Santa Fé para lutar contra os partidários federalistas de José Gervasio Artigas em nome do governo centralista de Buenos Aires, agora presidido por Rondeau. Em março de 1819, um novo exército monarquista invadiu o noroeste da Argentina. Güemes não obteve reforços e recorreu a extorquir dinheiro à força dos proprietários de terras da classe alta de Salta. Em fevereiro de 1820, outra onda de tropas espanholas invadiu San Salvador de Jujuy e Salta, mas acabou sendo repelida.
O ano de 1820 marcou a virada de uma longa guerra civil na Argentina, com as províncias lutando entre si e com Buenos Aires, após a queda do governo central após a Batalha de Cepeda. Güemes encontrou-se com inimigos em duas frentes: as tropas monarquistas no norte e Bernabé Aráoz, governador de Tucumán, no sul. Aráoz havia feito uma aliança com os ricos proprietários de terras de Salta, que se opunham a Güemes, e o derrotou em 3 de abril de 1821. O Cabildo de Salta, dominado por conservadores, depôs Güemes do governo. Seus gaúchos retomaram o poder em maio. Logo, porém, o coronel José María Valdés, um ladrão espanhola serviço do exército monarquista, aproveitou o seu conhecimento do terreno, prometeu aos latifundiários o respeito pelas suas propriedades e, com o seu apoio, voltou a ocupar Salta a 7 de Junho. Güemes fugiu da cidade, mas levou um tiro nas costas. Ele conseguiu chegar ao seu acampamento em Chamical, deu as últimas ordens ao seu exército e morreu dos ferimentos em 17 de junho. Seus homens retomaram Salta dos monarquistas, desta vez permanentemente, em 22 de julho.